# ライオン女性劇場
『ライオン女性劇場』（ライオンじょせいげきじょう）は、1968年3月から1969年9月までNET（現：テレビ朝日）系列の平日13:30 - 13:55（JST）に放送された昼ドラ放送枠の名称である。ライオン歯磨・ライオン油脂（現：ライオン）の提供。
なお最終3作品は厳密には『ライオン女性劇場』では無い（従ってライオン提供でも無い）が、便宜上本項で記述する。

## 概要
平日13:30の演芸番組『えぷろん寄席』が15分繰り上がったのにともない設置された。NETでは1965年の『あす咲く花』以来の平日13時枠昼ドラで、かつて放送された『女シリーズ』（当時ネットの毎日放送制作）と同様、女性を主人公にした作品で構成された。提供のライオンは、これでフジテレビ系列の『ライオン奥様劇場』と共に、2本の平日13時枠の昼ドラ提供を行った。
だがシリーズはわずか1年半で終了、NETは平日13時枠の昼の帯ドラマ枠から完全に撤退、以後2017年3月まで、昼の帯ドラマ枠を放送していなかったが、2017年4月からはシルバー向けではあるが、平日12時半枠にて昼の帯ドラマ枠『帯ドラマ劇場』（第1弾は『やすらぎの郷』）が47年半ぶりに復活することとなった。

## 放送作品一覧
- 美しさと哀しみと
- 雑居家族
- めぐり逢い
- ひまわりおばあちゃま
- 愛のうず潮
- 愛の樹海
- 君は花の如く
- 契りきな
- 愛のうず潮（再） - ここまで『ライオン女性劇場』。
- 誰よりも君を愛す - ここから正式枠名無し。
- 東京ロマン 花と蝶
- 霧のロマン 小樽の女